# Dzsámi (költő)
Dzsámi, teljes nevén Mevlana Abdurrahmán Dzsámi (perzsául: نورالدین عبدالرحمن جامی; 1414. augusztus 18. – 1492. november 17.) az utolsó híres középkori perzsa költő.

## Élete
Dzsámi a horászáni Dzsám faluban született, nevét is innen kapta. Fiatalon a Timurida Abú Szaid perzsa szultán udvaránál szolgált Herátban. Ugyan foglalkozott a miszticizmussal, de nem mondható misztikus költőnek racionális megközelítései miatt. Igen termékeny költőként, valóságos perzsa polihisztorként ismert, aki a költészet mellett teológiával, nyelvészettel és egyéb tudományokkal is foglalkozott. 34 prózai és 16 költői munkája van.

## Művei
Nevezetesebb költői művei: 
- Szubhát ol. Abrár ('A jámborok olvasója') erkölcsi oktató költemény[1]
- Tuhfát ol. Ahrár ('A nemesek ajándéka'), erkölcsi oktató költemény[1]
- Szalman és Abszál a görög irodalomból kölcsönzött meséjű jelképes kis eposz[1]
- Juszuf és Zulikha, Dzsámi leghíresebb műve. Az idős költő megkapó bensőséggel és valódi keleti szenvedéllyel rajzolja Zulikha szerelmét a bibliai József iránt, aki a muszlim hagyományban a férfiúi szépség netovábbja[1]
- Medzsnun és Leila, a keleti Rómeó és Júlia története[1]
- Khirednámeh i Iszkender ('Nagy Sándor bölcsesség-könyve'), amely a nagy makedón hódítóval foglalkozik[1]
- Egyéb lírai költemények[1]

Prózai munkái sorából kiemelendők:
- Beharisztán ('A tavaszi kert'), mely Szádi híres Gulisztánja (Rózsáskertje) után készült. Perzsa költőkről szól perzsául[1]
- Nafahát ulunsz ('A nyájas bizalmasság leheletei') egy nagy biografikus mű, amely 607 misztikus sejk életét dolgozza fel[1]